# Хойське ханство
Хойське ханство — феодальна держава у Південному Азербайджані (територія сучасного Ірану).

## Коротка інформація
- Утворено — 1747 року
- Столиця — місто Хой
- Крупні населені пункти — міста Хой і Салмас
- Сусідні держави: на заході — Османська імперія, на півночі — Макінське й Нахічеванське ханства, на сході — Карадазьке й Тебрізьке ханства, на півдні — Урмійське ханство.

## Історія

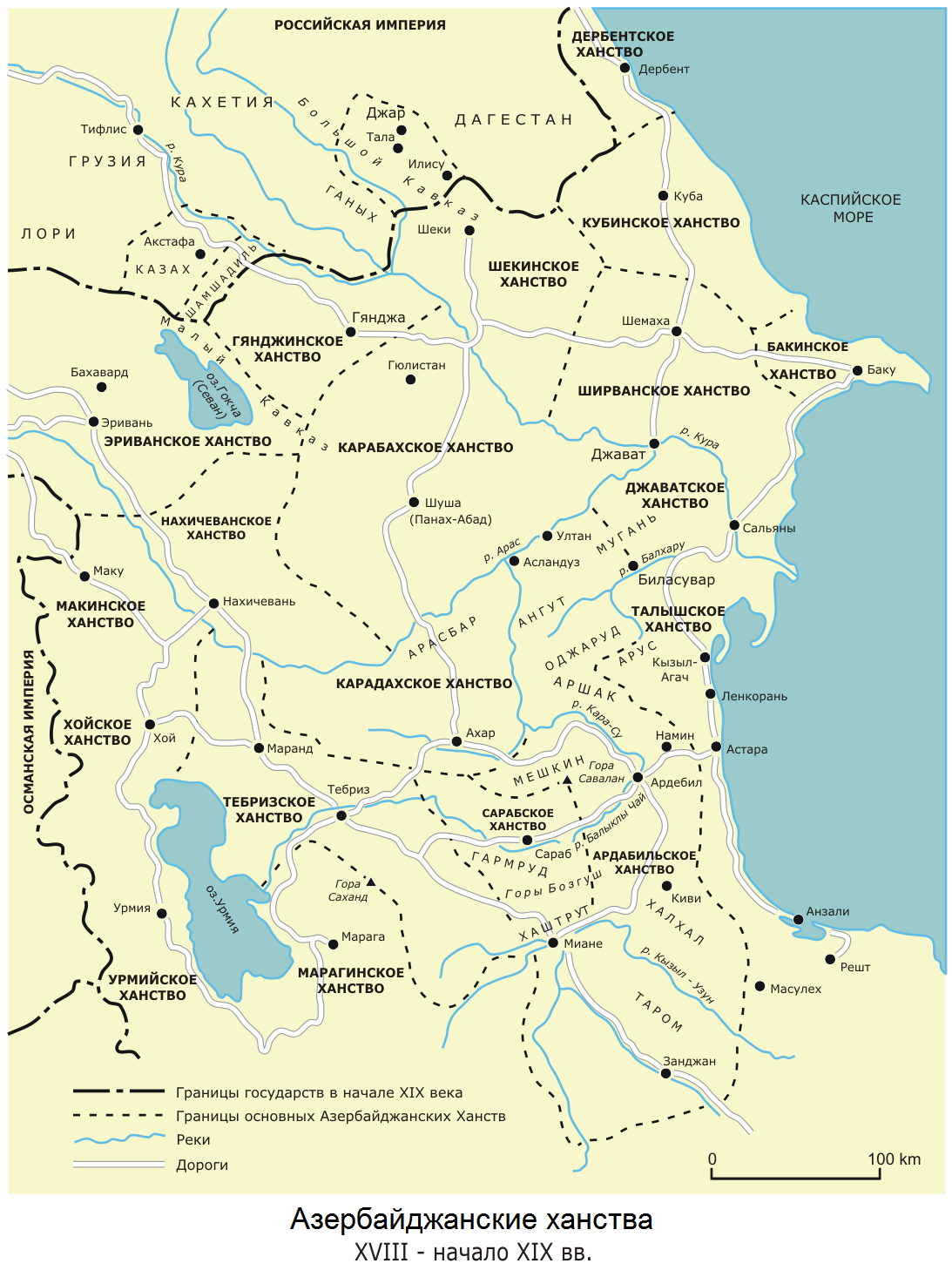
Ханства Північного й Південного Азербайджану, XVIII — початок XIX століття.

Як і інші азербайджанські ханства, Хойське ханство утворилось на території Південного Азербайджану після смерті Надир-шаха та розпаду його держави у 1747 році. Основою нової держави стало спадкове володіння роду Думбулі. Ханство було засновано Ахмед-ханом з цього знатного роду. Аж до 1805 року Хойський округ був спадковим улька племені думбулі й ця територія, а також приєднаний Салмас, стали основою утворення нового державного утворення — Хойського ханства.

До XVII століття глави племені думбулі не мали титулів султана й хана та задовольнялись скромним титулом бека. Хой наприкінці XVI — початку XVII століть не належав главі племені думбулі. Але вже у списку емірів 1628 року у Іскендера Мунші зустрічається ім'я Салман-хана думбулі, правителя (хакіма) округів Хой і Салмас. У цьому ж списку згадано й іншу гілку тієї ж династії, що затвердилась у Баргушеті (в Зангезурі, у Вірменії), де правиі тоді Максуд-султан думбулі, хакім Баргушета. З тих пір глави племені думбулі спадково управляли Хоєм і постійно носили титул хана. За Надир-шаха (1736—1747) згадуються Муртаза-кулі-хан думбулі, хакім хойський та думбулійський, й Алі-Нагі-хан думбулі, хакім Баргушета. У другій половині XVIII століття знову зустрічаються згадки про обох хакімів із племені думбулі, з титулами ханів. Династія нащадків Хаджі-бека, відомих під ім'ям хакімів хойських і думбулійських, зберігала у своїх руках Хой та сусідні округи до початку XIX століття, коли представник цієї династії Джафар-кулі-хан думбулі, перейшовши на службу російського царизму, переселився до північного Азербайджану й отримав у 1806 році від Олександра I ханство Шекінське. Офіційно шахський уряд вважав глав племені думбулі тільки хакімами, тобто правителями і держателями улька й долі ренти-податку, але самі ці хакіми дивились на Хой і Сукманабад як на спадкове володіння свого племені (оджак-і моурусій-і тайфей-і думбулі).
Упродовж другої половини XVIII століття найсильніші азербайджанські хани намагались підкорити сусідів, та в результаті однієї з таких сутичок Хойське ханство було підкорено найсильнішим із ханств — Урмійським ханом — Фаталі-ханом Афшаром.
1848 року він об'єднав Урмійське, Тебрізьке, Хойське, Карадазьке і Сарабське ханства.
Аж до 1813 року ханство зберігало відносну незалежність. У 1813 році було анексовано Персією та остаточно втратило свою незалежність.
У багатьох сучасних джерелах Хой і Салмас, поряд із Нахічеванню вказуються як регіон, у якому діяв один з національних героїв азербайджанського народу, борець за бідняків — Керогли, що боровся із свавіллям знаті та іранського володарювання. Податкові утиски шахів, повстання та його каральні експедиції у район Хой-Салмас та у північні райони Ширвану й Шекі — все це довело азербайджанське селянство до крайньої межі розорення.
«Історичний» Кер-оглу діяв у Азербайджані. Перекази вказують на Нахічеванський край та на район Салмас-Хой (у південному Азербайджане), як на місця, де він діяв більше всього. Поблизу Салмаса існують руїни замку, зведеного Кер-оглу. Можливо, що один із вождів джелалійського руху взяв на себе ім'я Кер-оглу, популярне завдяки легенді, що склалась раніше.

## Хойські хани
- Ахмед-хан — 1763—178
- Джафаргулу-хан — 1786—1797
- Гусейнгулу-хан — 1797—1813

Хойські хани мали тісні родинні зв'язки з Ериванськими, Шекінськими, Карабаськими та Гянджинськими ханами.
У 1806 році Олександр I передав Шекінське ханство Джафаргулу-хану, колишньому хану хойському, який емігрував з південного Азербайджану й оселився у Шекі з частиною свого племені. Він правив ханством з 1806 до 1814 року. Після смерті його сина й наступника Ісмаїл-хана у 1819 році Шекінське ханство було скасовано царським урядом.

## Знамениті представники родини Хойських
- Фаталі Хан Хойський — 1875—1920[6] — голова Ради Міністрів Азербайджанської Демократичної Республіки
- Іскендер Хойський — генерал-лейтенант армії Російської імперії.